# Susana
Susana  (лат.) — род перепончатокрылых насекомых из семейства пилильщиков (Tenthredinidae), который выделяют в отдельное подсемейство Susaninae. 10 видов. Встречаются в Неарктике: западная часть США и Канада. 

## Описание
Длина около 1 см. Основная окраска чёрная с желтыми или рыжими отметинами на брюшке и груди. Общая длина скапуса усика и педицеля равна 0,5 длины или короче, чем флагелломер. В переднем крыле развита жилка 2r-rs. Фитофаги, личинки питаются кипарисом и можжевельником.

## Систематика
10 видов. Иногда рассматривается в отдельном подсемействе Susaninae.
- Susana annulata D. R. Smith, 1969
- Susana cupressi Rohwer and Middleton, 1932typus
- Susana fuscala Wong & Milliron, 1972
- Susana juniperi (Rohwer, 1911)
- Susana oregonensis Smith, 1969
- Susana punctata Smith, 1969
- Susana rufa Smith, 1969
- Другие виды